# Euxoa pseudoeruta
Euxoa pseudoeruta är en fjärilsart som beskrevs av Hartig 1936. Euxoa pseudoeruta ingår i släktet Euxoa och familjen nattflyn. Inga underarter finns listade i Catalogue of Life.